# Incilius canaliferus
Espèce
Synonymes
- Bufo canaliferus Cope, 1877

Statut de conservation UICN

 LC  : Préoccupation mineure
Incilius canaliferus est une espèce d'amphibiens de la famille des Bufonidae.

## Répartition

Distribution

Cette espèce se rencontre entre 300 et 700 m d'altitude dans le sud de la Sierra Madre del Sur et dans la sierra Madre de Chiapas :
- au Mexique dans le sud de l'Oaxaca et du Chiapas ;

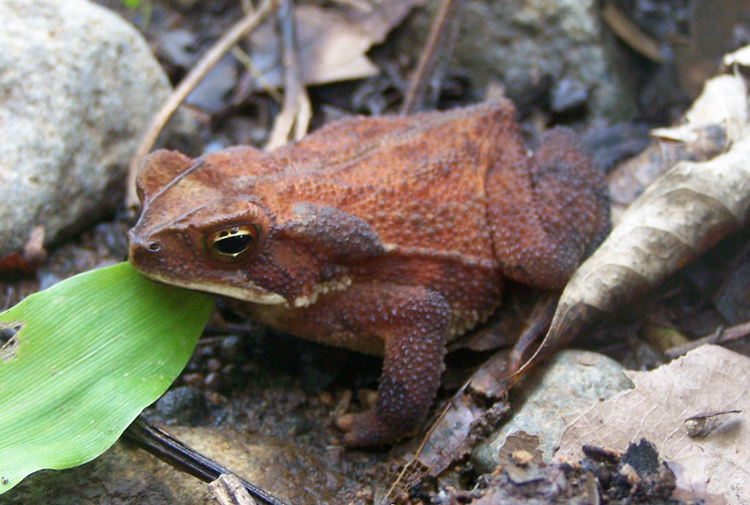
Incilius canaliferus

- dans le sud du Guatemala ;
- dans l'ouest du Salvador.

## Publication originale
- Cope, 1878 "1877" : Tenth contribution to the herpetology of tropical America. Proceedings of the American Philosophical Society, vol. 17, p. 85–98 (texte intégral).